# Irákleio (kommunhuvudort i Grekland)
Irákleio (Irakleio) är en kommunhuvudort i Grekland.   Den ligger i prefekturen Nomarchía Athínas och regionen Attika, i den sydöstra delen av landet, 9 km nordost om huvudstaden Aten. Irákleio ligger 185 meter över havet och antalet invånare är 49 642.
Terrängen runt Irákleio är kuperad åt nordost, men åt sydväst är den platt.Runt Irákleio är det mycket tätbefolkat, med 2 521 invånare per kvadratkilometer. Närmaste större samhälle är Aten, 9,2 km sydväst om Irákleio. Runt Irákleio är det i huvudsak tätbebyggt.